# Tiarnaglofi
Tiarnaglofi (staronordijski: Tjarnaglófi) zapadnoslavenski je bog pobjede koji se navodi u sagi Knýtlinga saga, gdje se opisuje pohod danskoga kralja Valdemara II. na otok Rügen.